# Max Grahl
Maximilian Grahl (31. Januar 1854 – 15. Oktober 1944 in Braunschweig) war ein deutscher Opernsänger (Tenor) und Theaterschauspieler.

## Leben
Er begann seine Bühnentätigkeit 1877 am Stadttheater von Kiel, wo er in kleinen Rollen beschäftigt wurde, kam 1879 nach Baden (Schweiz), 1880 ans Heinrichsdorff-Theater Berlin, 1882 ans Theater von Potsdam, 1883 ans Ostendtheater Berlin, 1884 ans Theater Heidelberg, 1885 Elbing, 1886 Danzig und war von 1888 bis 1890 in Königsberg (Ostpreußen) und von 1890 bis 1891 am Stadttheater von Magdeburg tätig.
Im Jahr 1891 wurde er an das Hoftheater von Braunschweig verpflichtet, wo er als „Kilian“ im Freischütz debütierte. Er sang dort vor allem Partien für Tenor-Buffo: den „Peter Iwanow“ in Zar und Zimmermann, den „Georg“ im Waffenschmied und den „Veit“ in Undine von Lortzing, den „Beppo“ in Fra Diavolo von Auber, den „Basilio“ in Figaros Hochzeit, den „Junker Spärlich“ in Die lustigen Weiber von Windsor von Nicolai, den „Steuermann“ im Fliegenden Holländer und den „Eisenstein“ in der Fledermaus.
Nach 1900 wirkte er bis 1929 in Braunschweig als Schauspieler und wurde zum Ehrenmitglied des Hauses ernannt. Er wirkte später als Pädagoge in Braunschweig.
Sein Sohn war der Opernsänger Hans Grahl.